# Farelhaus
Das Farelhaus, Oberer Quai 12 in Biel/Bienne im Kanton Bern in der Schweiz, ist ein ehemaliges Kirchgemeindehaus. Es wurde 1957 bis 1959 nach dem Entwurf des Architekten Max Schlup realisiert, der sich damit erstmals hin zum Stil der Solothurner Schule entwickelte. 2015 erwarben fünf Bieler Architekten das Haus, liessen es denkmalgerecht instand stellen und betreiben seither ein Multifunktionsgebäude mit Kulturzentrum und Café.
Das Denkmal wurde mit Vertrag vom 15. August 2016 geschützt.

## Lage

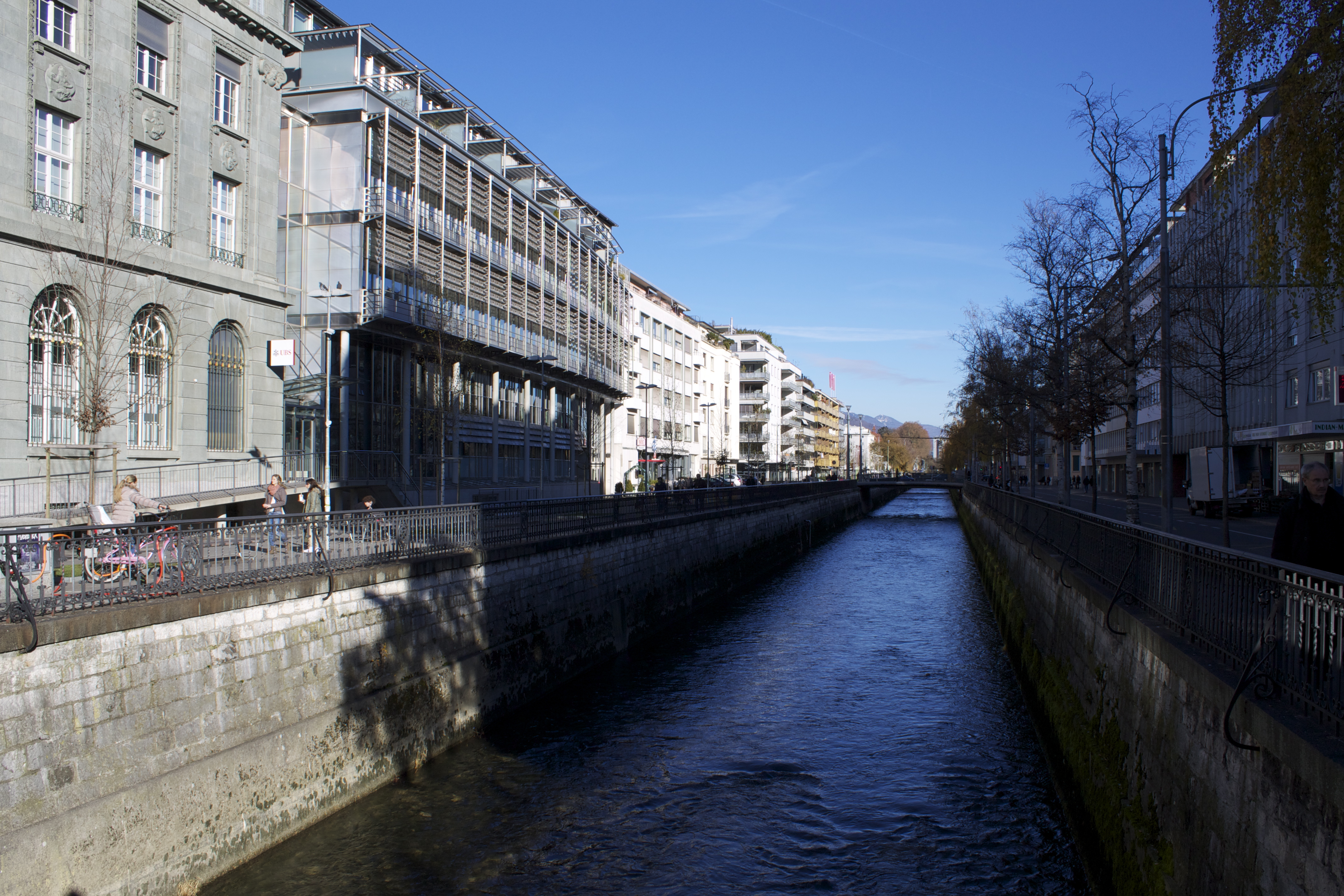
Farelhaus an der Schüsspromenade (2. Haus rechts mit senkrechter Fassadenstruktur)

Das nach Guillaume Farel benannte Haus befindet sich in der Nähe des Zentralplatzes in der Bieler Neustadt. Es liegt in einer Blockrandbebauung entlang der Schüsspromenade. Der Eingang in das Gebäude liegt im Norden am Oberen Quai. Der Gartenhof und ein Veranstaltungssaal als Solitär befinden sich auf der Rückseite.

## Geschichte
Am Oberen Quai erbte die evangelisch-reformierte Gesamtkirchgemeinde Biel 1951 eine Liegenschaft und erwarb dazu das Nachbargrundstück. Der Bieler Architekt Max Schlup erhielt 1956 einen Direktauftrag für ein multifunktionales Zentrum mit einem Veranstaltungssaal, mit Café, Sitzungszimmern, Büros, Wohnungen sowie einem Heim für junge Frauen. Die Umsetzung erfolgte 1957 bis 1959. Die Curtain-Wall-Konstruktion der Fassade war die erste im Kanton Bern und ein Symbol für die Offenheit der «Zukunftsstadt Biel». In den 1960er und 1970er Jahren fanden hier gesellschaftspolitische Debatten statt. Reto Mosimann (spaceshop-Architekten), Oliver Schmid und Ivo Thalmann (0815 Architekten), Stephan Buchhofer (Bart Buchhofer) und Simon Schudel (sim-Architekten) erwarben im September 2015 das Haus, nachdem die Kirchgemeinde mit der Pflege und dem Unterhalt überfordert gewesen war. Die Erwachsenenbildnerin Valérie Feller ergänzte das Team mit dem Organisationsmanagement und der Öffentlichkeitsarbeit, sie ist Vize-Präsidentin des Kulturvereins Farelhaus. Die Sanierung durch die 0815-Architekten konnte die ursprüngliche Gebäudegestaltung erhalten und stützen. Am Wochenende vom 28. bis 30. Oktober 2016 wurde das Zentrum mit Konzerten, Party, Führungen, Vorträgen und einem Kinderprogramm wiedereröffnet. Seither wurde das Erdgeschoss dauerhaft öffentlichen Nutzungen zur Verfügung gestellt. Es entwickelte sich zu einem urbanen, kulturellen Zentrum.

## Beschreibung
Der Sechsgeschosser integriert sich in den masslichen Dimensionen an der vorhandenen Bebauung im Oberen Quai, die zum Teil nach dem Schlup-Bau entstand. Das Tragwerk besteht aus einer Betonskelettkonstruktion. Davor liegt die schlichte Vorhangfassade aus Leichtmetall, bei deren Gestaltung die verschiedenen Nutzungen (Wohnen, Gewerbe, öffentliche Nutzung) ablesbar sind. Die Rahmenkonstruktion der Fassade besteht aus Aluminium und dunklen Faserzement-Brüstungsplatten. Darüber liegen grafisch wirkende Leichtmetallrippen. Durch die nach hinten versetzte Erdgeschossfassade treten die dunklen Stützen hervor. Die transparente Gestaltung des Erdgeschosses verbindet den Innenraum und das Aussengelände. Es entstehen Einblicke in den Atriumhof mit Garten, Ziegelwänden, Wasserbecken sowie einer Skulptur des Künstlers Willy Leiser. Die innere Treppe zwischen Erdgeschoss und 1. Obergeschoss wurde skulptural platziert. Die Dachterrasse ist durch eine «fliegende» Überdachung gefasst. Sie ist in der Materialwahl und der Farbgebung dem Erdgeschoss ähnlich.
Hinter dem Gartenhof ist der trapezförmige Saal mittels Pultdachs überdeckt. Das Kupferdach mit seiner grünen Patina bildet mit den Ziegelwänden, dem Terrazzoboden, dem transparenten Glas und dem glatten Holzfurnier den eleganten Materialkanon.
Die Betonskelettkonstruktion ermöglicht flexibel eingestellte Grundrisse und Nutzungen im Inneren mit Eingang, Bistro, Mehrzweckräumen, Büros und Wohnungen. Sie bleiben in der Materialwahl ablesbar.
Die Ziele für das Sanierungskonzept wurden als «möglichst bescheiden, bauschadenfrei und kostendeckend» definiert. Es sollte die bauzeitliche Substanz möglichst erhalten werden. Dabei wurden heutige Normen und Standards hinterfragt sowie die im Bestandsbau vorhandene graue Energie in die Gebäudebilanz einbezogen. Die Isolierverglasungen waren trotz dem Alter von 60 Jahren weitgehend intakt und hatten eine restliche Lebenserwartung von mehreren Jahrzehnten. Aus Sicht der Gesamtenergiebilanz war der Erhalt sinnvoll. Die Elemente der Strassenfassade wurden gereinigt, gestrichen und repariert. Die Brüstungen der Strassenfassade wurden winddicht gedämmt. Die Drehflügel der Fenster wurden abgedichtet und mit den vorhandenen Beschlägen erhalten. Durch die Reinigung wurden die schwarzen Krusten entfernt, und das eloxierte Aluminium ist wieder leuchtend hellgrau. Die Metallrahmen der grossflächigen Verglasung im Erdgeschoss waren korrodiert und nicht mehr zu halten. Die Profile wurden nachgebaut und mit Isolierverglasung ausgestattet. Dazu recherchierte man im ganzen Land Restbestände der nicht mehr lieferbaren Profile. Die Profile der Gebäuderückseite wurden gereinigt und repariert. Da dies heutigen Ansprüchen an den Schallschutz und den Wärmeschutz nicht entspricht, wurden spezielle Verträge mit den Mietern und Nutzern geschlossen. Gegenseitige Rücksichtnahme ist erforderlich.
Im Café sind die Raumoberflächen zum überwiegenden Teil erhalten. Die Ausstattung war nicht mehr vorhanden. Sie wurde durch in Form und Material angepasste Ausstattung ersetzt. Der Saal hat die Zeiten ohne grosse Änderungen überstanden. Der von René Breitbeck entwickelte, kantige Schriftzug «farel» wird als Logo weiter genutzt.

## Auszeichnungen
- 2018: Auszeichnung mit dem Atuprix des Kantons Bern[7]